# Nucleus dentatus
De nucleus dentatus (Latijn, lett.: getande kern) is een verzameling neuronen in het centrale zenuwstelsel die een getande rand heeft, waaraan de structuur haar naam ontleent. De kern van grijze stof ligt diep in de witte stof van het cerebellum en is de grootste structuur die het cerebellum met de grote hersenen verbindt.
De nucleus dentatus is de grootste en de buitenste van de vier diepe kernen in het cerebellum, naast de nucleus interpositus (bestaande uit de nucleus emboliformis en de nucleus globosus) en de nucleus fastigii.
De kern is hoofdzakelijk verantwoordelijk voor het plannen, op gang brengen en coördineren van willekeurige bewegingen en is nauw verbonden met de ventraal-laterale kern in de thalamus en de motorische schors.